# تاری، استرالیا
تاری یا تَری یک شهر در میدنورث کست در ایالتنیوساوت ولز در شرق کشور استرالیاست. تری و منطقه مجاور آن با نام Cundletown در سال ۱۸۳۱ توسط ویلیام Wynter به منطقه مسکونی تبدیل شدند. این شهر حدود ۲۰ هزار نفر جمعیت دارد و از مراکز مهم کشاورزی منطقه است. فاصله تَری از ساحل دریا ۱۶ کیلومتر و از سیدنی ۳۱۷ کیلومتر است. تری از راه بزرگراه پاسیفیک و نیز با شبکه ریلی قابل دسترسی است.

## نام

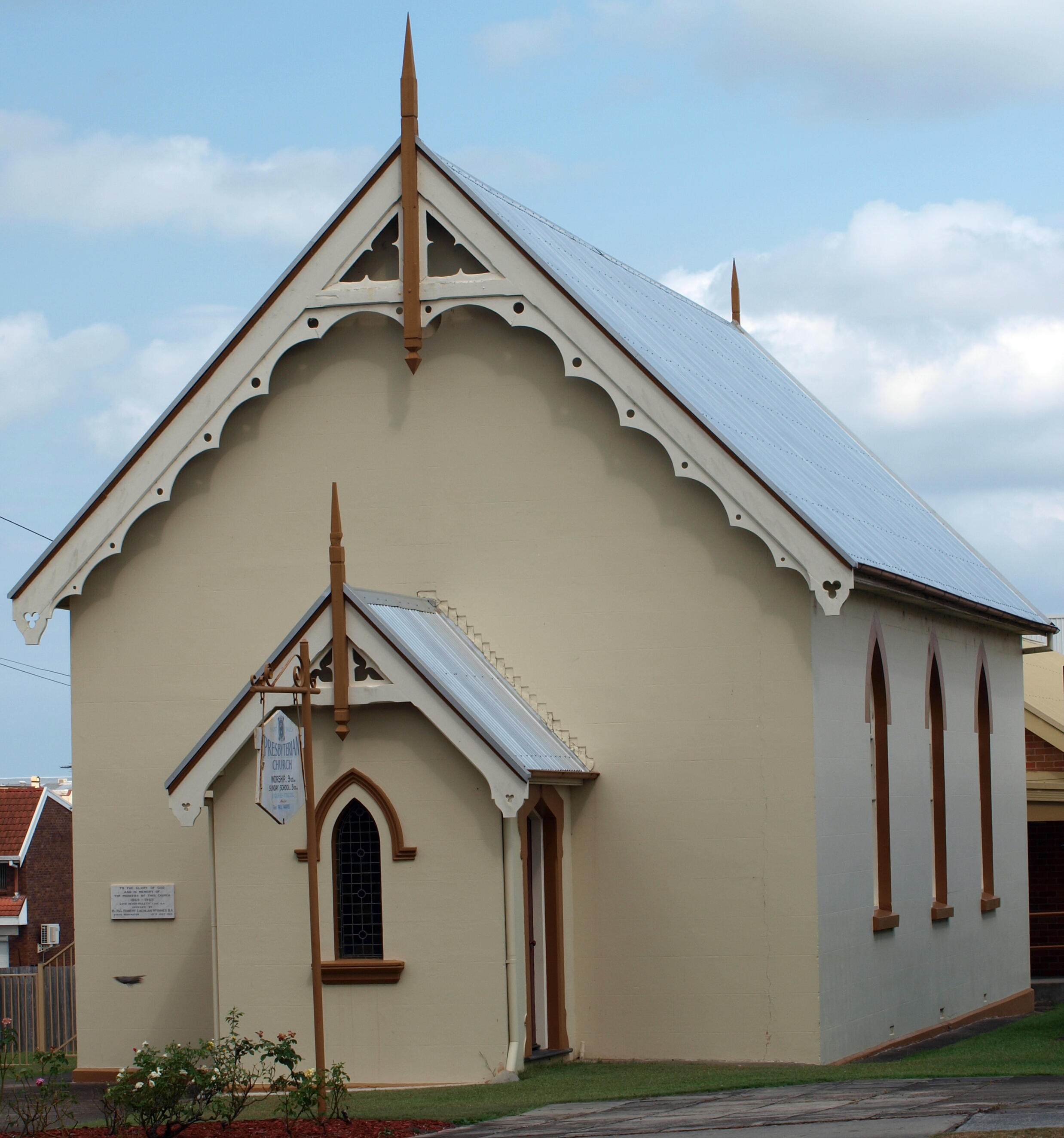
کلیسای قدیمی سنت پل.

نام تری است مشتق از "tareebit" که نوعی درخت انجیر است گرفته شده است.

## آب و هوا
تری آب و هوای نیمه گرمسیری و مرطوب (Köppen آب و هوا طبقه‌بندی: Cfa) دارد. ۱۰۲٫۵ روز آفتابی در سال در این شهر وجود دارد.

## رسانه

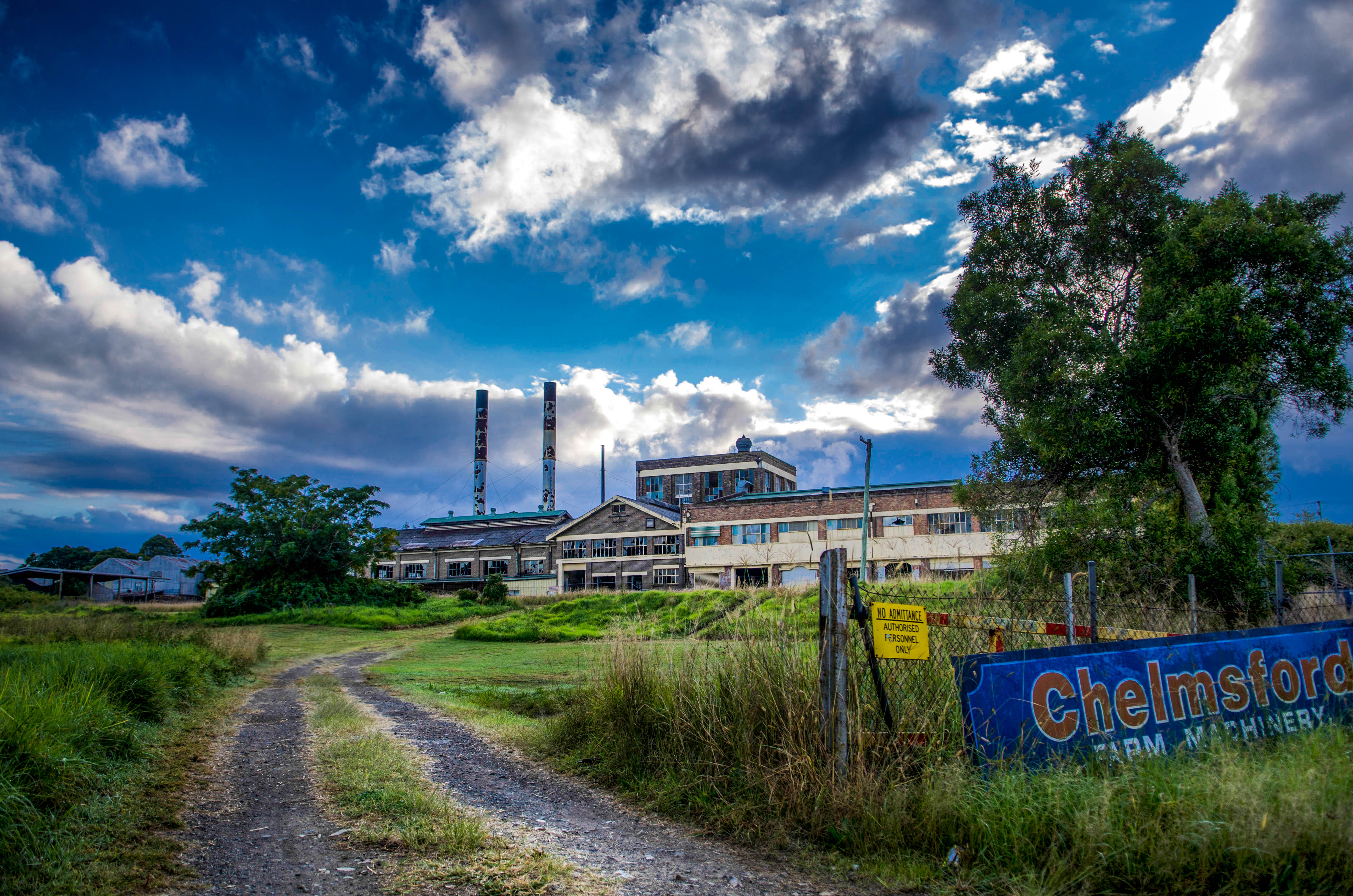
کارخانه تولید بستنی.